# Les Usines du Rio Tinto à L'Estaque (Villeneuve-d'Ascq)
Pour les articles homonymes, voir Les Usines du Rio Tinto à L'Estaque.
Les Usines du Rio Tinto à L'Estaque est un tableau réalisé par le peintre français Georges Braque en 1910. Cette huile sur toile est un paysage cubiste représentant des usines à L'Estaque. Elle est conservée au Lille Métropole Musée d'Art moderne, d'Art contemporain et d'Art brut, à Villeneuve-d'Ascq.